# Johannes Haym

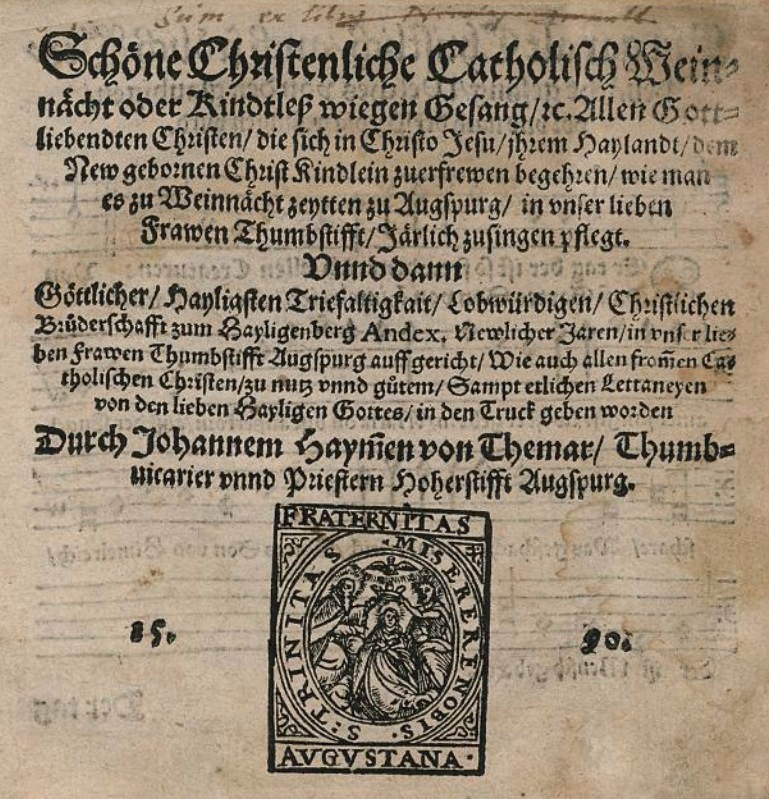
Schöne Christenliche Catholisch Weinnächt oder Kindtleß wiegen Gesang, Augsburg 1590, Titelseite

Johannes Haym (* 16. Jahrhundert in Themar; † 16. oder 17. Jahrhundert) war ein deutscher katholischer Geistlicher und Kirchenlieddichter. Er wirkte als Priester und als Domvikar am Augsburger Dom. Er dichtete mehrere geistliche Lieder, darunter eine große Passion. In Augsburg brachte er 1590 auch eine Sammlung von 19 Weihnachtsliedern heraus, die für längere Zeit im Dom gesungen wurden. Auf seinem St.-Georgs-Lied basiert das Lied Ritter St. Georg in der Sammlung Des Knaben Wunderhorn.

## Werke
- Ein neu catholisch Creutzgesang von der glaubwürdigen Historien, wie der Ritter St. Georg in Libyen bei einer heidnischen Stadt einen schädlichen Drachen umgebracht.
- Schöne Christenliche Catholisch Weinnächt oder Kindtleß wiegen Gesang. Augsburg 1590.